# Communauté de communes du Pays des Essarts
Die Communauté de communes du Pays des Essarts ist ein ehemaliger französischer Gemeindeverband mit der Rechtsform einer Communauté de communes im Département Vendée in der Region Pays de la Loire. Sie wurde am 30. Dezember 1993 gegründet und umfasste zuletzt vier Gemeinden. Der Verwaltungssitz befand sich im Ort Essarts en Bocage.

## Ehemalige Mitgliedsgemeinden
1. Essarts en Bocage (Commune nouvelle)
2. La Merlatière
3. Sainte-Cécile
4. Saint-Martin-des-Noyers

## Historische Entwicklung
In den 1960er Jahren gründeten die Gemeinden Boulogne, La Merlatière, Les Essarts, La Ferrière, L’Oie und Sainte-Florence ein SIVOM. Im Mai 1978 traten diesem die Gemeinden Dompierre-sur-Yon, Sainte-Cécile und Saint-Martin-des-Noyers bei. Am 1. Januar 1994 wurde der SIVOM in eine Communauté de communes umgewandelt. Die Gemeinden Dompierre-sur-Yon und La Ferrière traten der Communauté de communes du Pays Yonnais (heute: La Roche-sur-Yon Agglomération) bei.
Mit Wirkung vom 1. Januar 2016 wurde die Commune nouvelle Essarts en Bocage gebildet, wodurch sich die Anzahl der Mitgliedsgemeinden von sieben auf aktuell vier reduzierte.
Mit Wirkung vom 1. Januar 2017 fusionierte der Gemeindeverband mit der Communauté de communes du Pays de Saint-Fulgent und bildete so die Nachfolgeorganisation Communauté de communes du Pays de Saint-Fulgent Les Essarts. Bei dieser Gelegenheit schlossen sich die Gemeinden Sainte-Cécile und Saint-Martin-des-Noyers der Communauté de communes Pays de Chantonnay an.

## Frühere Aufgaben
Zu den Aufgaben des Gemeindeverbands zählte vor allem die wirtschaftliche, kulturelle und touristische Entwicklung der Region. Hierzu zählten auch die beiden Städtepartnerschaften von Les Essarts mit Neunkirchen-Seelscheid (Deutschland) und Bicester (Vereinigtes Königreich).